# 克羅梅日什縣

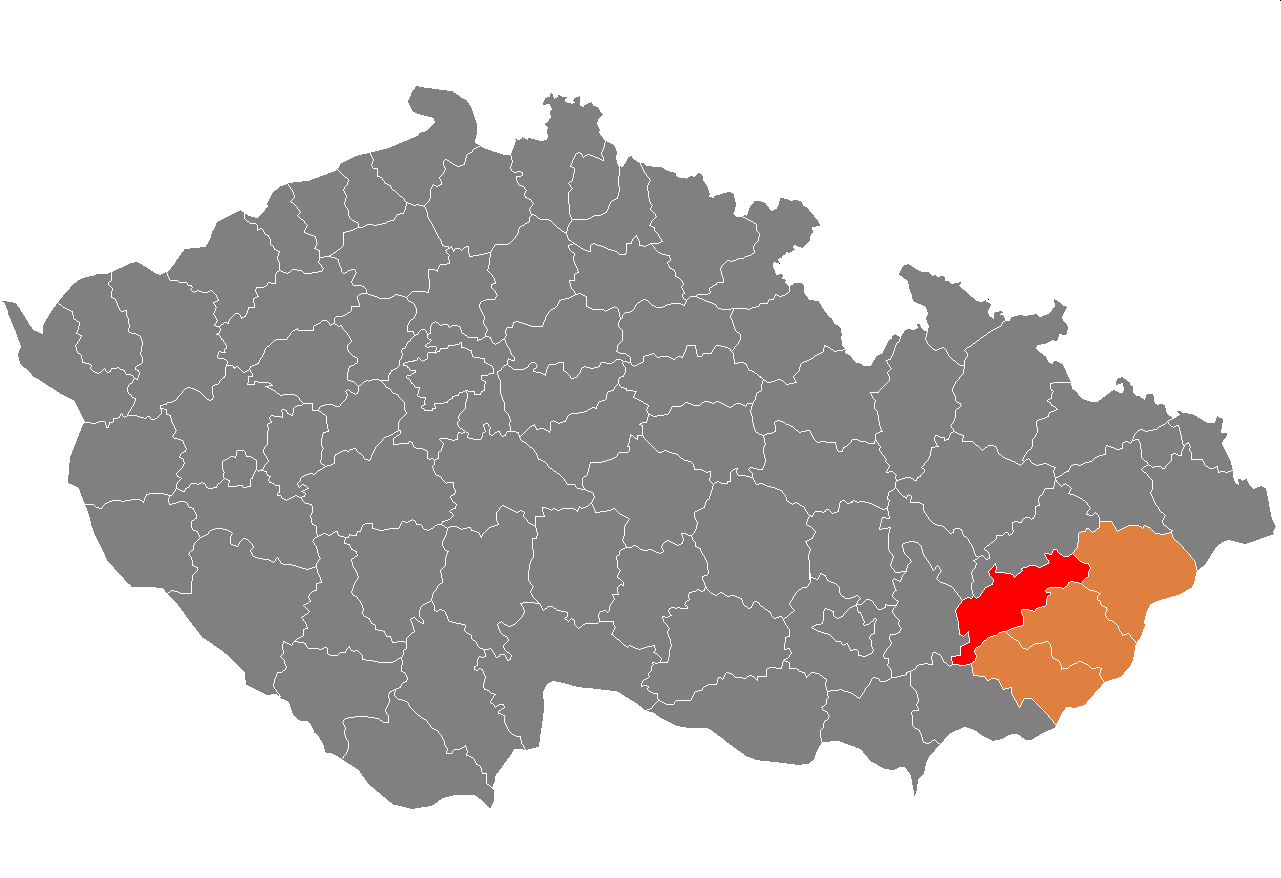

49°17′54″N 17°23′34″E / 49.29833°N 17.39278°E
克羅梅日什縣（捷克語：Okres Kroměříž）是捷克東部茲林州的縣份，县府設於克羅梅日什，面積796平方公里，2012年人口107,320，人口密度每平方公里135人。